# غزتشين (بنستان)
غزتشین (بالفارسية: گزچین) هي قرية تقع في إيران في قسم بنستان الريفي.